# Regionaal Archief Nijmegen
Het Regionaal Archief Nijmegen (afgekort RAN) in Nijmegen, in de Nederlandse provincie Gelderland, is de archiefdienst voor de gemeenten Nijmegen, Beuningen, Druten, Heumen, Lingewaard, Berg en Dal, West Maas en Waal, Wijchen en Mook en Middelaar.
Van het waterschap Rivierenland heeft het Regionaal Archief Nijmegen de archieven in huis voor zover ze het Rijk van Nijmegen en het Land van Maas en Waal betreffen. De meeste van deze overheidsarchieven lopen tot ongeveer 2000 en voor wat betreft de Gemeente Nijmegen tot 2012. Daarnaast beheert het RAN ook veel archieven van personen, families, verenigingen, stichtingen, bedrijven en kerken uit Nijmegen zoals van de KNBLO, zeepfabriek Dobbelmann en het Canisius College.
Naast de archieven beheert het Regionaal Archief Nijmegen ook:
- een bibliotheek met publicaties over Nijmegen en de omliggende gemeenten en gebieden;
- een beeldcollectie met foto’s en films van Nijmegen en omstreken;
- een collectie oude kaarten en tekeningen;
- een omvangrijke documentatie- en krantencollectie.